# SM Entertainment
SM Entertainment (hangul: 에스엠 엔터테인먼트) är ett sydkoreanskt skivbolag och en talangagentur bildad år 1989 av Lee Soo-man som går under sitt nuvarande namn sedan 1995. SM är ett av de tre största skivbolagen i Sydkorea tillsammans med JYP och YG. Artister kontrakterade till SM går under det gemensamma namnet SM Town.
Aktiva idolgrupper under SM inkluderar EXO, f(x), Girls' Generation, NCT, Red Velvet, SHINee och Super Junior. Bolaget har tidigare varit hem för bland andra H.O.T. och Shinhwa. Andra framgångsrika grupper inkluderar TVXQ som för närvarande är inaktiv men fortfarande kontrakterad, och S.E.S. som återvände 2016 efter fjorton års inaktivitet.
Den 3 februari 2016 bildades SM Station, ett digitalt musikprojekt där en ny singel släpps varje vecka.